# ميخائيل فيلوز
ميخائيل فيلوز (بالإنجليزية: Michael Fellows)‏ هو عالم حاسوب أمريكي وأسترالي، ولد في 15 يونيو 1952 في آبلاند في الولايات المتحدة.